# Sectorul public
Sectorul public (numit și sectorul de stat) este partea a economiei compusă atât din servicii publice, cât și din întreprinderi publice.
Sectoarele publice includ bunurile publice și serviciile guvernamentale, cum ar fi armata, forțele de ordine, infrastructura, transportul public, educația publică, împreună cu asistența medicală și cei care lucrează pentru guvern însuși, cum ar fi funcționar. Sectorul public ar putea oferi servicii de la care un neplătitor nu poate fi exclus (cum ar fi iluminatul stradal), servicii de care beneficiază întreaga societate și nu doar individul care utilizează serviciul. Întreprinderile publice, sau întreprinderile de stat, sunt întreprinderi comerciale care se autofinanțează, aflate în proprietate publică, care furnizează diverse bunuri și servicii private spre vânzare și funcționează de obicei pe bază comercială.
Organizațiile care nu fac parte din sectorul public fac parte fie din sectorul privat, fie din sectorul voluntar. Sectorul privat este compus din sectoarele economice care sunt menite să obțină profit pentru proprietarii întreprinderii. Sectorul de voluntariat, civic sau social se referă la o gamă diversă de organizații non-profit care pun accent pe societatea civilă.